# Andreotti–Grauerts sats
Inom matematiken är Andreotti–Grauerts sats, introducerad av Andreotti och  Grauert (1962), ett resultat som ger krav för kohomologigrupper av koherenta kärvar över komplexa mångfalder att försvinna eller vara ändligdimensionella.